# Wawken No 93
Wawken No 93 est une municipalité rurale située dans le Sud-Est de la Saskatchewan au Canada. Les bureaux de la municipalité rurale sont situés à Wawota.

## Démographie
| 2001 | 2006 | 2011 | 2016 |
| ---- | ---- | ---- | ---- |
| 643  | 613  | 559  | 571  |